# Bairghat
Bairghat (nepalski: बैरघाट) – gaun wikas samiti w zachodniej części Nepalu w strefie Lumbini w dystrykcie Rupandehi. Według nepalskiego spisu powszechnego z 2001 roku liczył on 719 gospodarstw domowych i 5158 mieszkańców (2419 kobiet i 2739 mężczyzn).